# Franz Havemann
Franz Havemann (* 4. August 1933 in Neukloster) ist ein deutscher Bühnenbildner.

## Leben und Werk
Havemann studierte von 1951 bis 1956 bei Heinrich Kilger an der späteren Kunsthochschule Berlin-Weißensee Bühnengestaltung. 1957 arbeitete er als Bühnenbildassistent an den Städtischen Theatern Leipzig. 1958/1959 war er Bühnenbildner am Theater Wismar und ab 1960 am Deutschen Nationaltheater Weimar (DNT). Eine seiner ersten Inszenierungen war im April 1960 das Singspiel Die Weibermühle mit der Musik von Karl-Rudi Griesbach im Weimarer Klubhaus des VEB Mähdrescherwerk "Michael Niederkirchner". Von 1963 bis 1996 war Havemann der Ausstattungsleiter des DNT. 1970 übertrug das Fernsehen der DDR die Inszenierung von Shakespeares Sommernachtstraum am DNT in der Inszenierung von Fritz Bennewitz mit dem Szenenbild Havemanns. 1975 und 1979 unternahm Havemann Studienreisen nach Indien. 1984 und 1985 hatte er Lehraufträge und betätigte er sich als Bühnenbildner an der National School of Drama in New Delhi, 1987 in Bhopal und Lucknow und 1988 in Kalkutta und Manila. Er war als Gastbühnenbildner an Inszenierungen im In- und Ausland beteiligt, u. a. am Teatro Stabile Turin, am Schauspielhaus Bochum und am Landestheater Mecklenburg in Neustrelitz tätig, auch noch nach 1996.
Havemann blieb auch nach seinem Ausscheiden aus dem DNT in Weimar.
Er war bis 1990 Mitglied des Verbands Bildender Künstler der DDR und von 1977 bis 1988 auf der VIII. bis X. Kunstausstellung der DDR in Dresden vertreten.
2019 übergab Havemann seine künstlerischen Unterlagen aus den Jahren 1951 bis 2019 und seine Bücher-, Zeitschriften- und Druckschriftensammlung als Vorlass an das Landesarchiv Thüringen – Hauptstaatsarchiv Weimar.

## Ehrungen
- 1966: Literatur- und Kunstpreis der Stadt Weimar
- 1970: Kunstpreis der DDR
- 1974: Verdienstmedaille der DDR
- 1978: Dr.-Theodor-Neubauer-Medaille
- 1982: Orden Banner der Arbeit, Stufe II